# 木﨑海伸之助
木﨑海 伸之助（きざきうみ しんのすけ、1995年5月5日 - ）は、沖縄県うるま市出身で木瀬部屋に所属した元大相撲力士。本名は木﨑 伸之助（きざき しんのすけ）。身長174cm、体重152kg、血液型はB型。最高位は西十両3枚目（2020年1月場所）。締め込みの色は薄緑。兄は同じ木瀬部屋に所属する美ノ海。

## 来歴
1995年、沖縄県に5人姉弟の四男として誕生。長兄の大輔は鳥取城北高校、日本大学で活躍し、現在は九州電力相撲部副主将。1987年生まれの次兄は6歳で病死している。沖縄市立美里小学校1年次に地元の道場（智心館）で相撲を始めて、5年時にはわんぱく相撲全国大会に出場している。小学校卒業後は鳥取市立西中学校に進学し、3年次に全国都道府県中学生相撲選手権大会ベスト32などの実績を残した。鳥取城北高校では3年次（2013年）に高校横綱のタイトルを獲得した。高校卒業後は日本大学法学部政治学科に進学。4年次に全日本相撲選手権大会で3位入賞し、大相撲の三段目最下位格付出資格を得た。
大学卒業後は兄も所属している木瀬部屋（幕内・肥後ノ海）に入門し、2018年3月場所において三段目100枚目格付出で初土俵。三段目は2場所連続の6勝1敗で通過して同年7月場所で幕下に昇進。同年9月場所で入門後初めての負け越しを経験したが、翌11月場所から4場所連続で勝ち越して、2019年5月場所は十両目前の西幕下3枚目で5勝2敗の成績を残した。場所後の番付編成会議で、翌7月場所での新十両昇進が決定し、兄の美ノ海と合わせて史上21組目の兄弟関取になった。
四股名には本名を含んでいるが、沖縄では相撲一家として知られた名である「木﨑」と師匠からいただいた「海」の名前を大事にしたいとして十両昇進後も改名しなかった。沖縄県からは戦後6人目となる新十両。
新十両となった7月場所は12日目に勝ち越しに王手をかけたが、そこから3連敗で7勝8敗の負け越し。番付据え置きとなった翌9月場所も給金相撲を3連敗したが、千秋楽に勝って関取として初の勝ち越しを決めた。翌11月場所は序盤から好調を維持し、10日目を終えた時点で9勝1敗として十両の単独先頭に立った。しかしそこから4連敗を喫して優勝争いから脱落。千秋楽は勝って自身初の2桁勝利としたものの、4敗で4人が並んだ優勝決定戦には進めなかった。2020年1月場所は新入幕の見える西十両3枚目まで番付を伸ばしたが、先場所から一転して不振に陥り初日から連敗。さらには6日目の勢戦で頭から土俵下に落ちて首を負傷するアクシデントに見舞われた。しかし7日目以降も出場を続け、8日目に矢後に勝ってようやく初日を出したものの、結局3勝12敗と大きく負け越した。東十両9枚目に番付を落とした翌3月場所も6勝9敗の負け越し。続く7月場所も7勝8敗で、3場所連続の負け越しとなった。
2020年8月27日、日本相撲協会は木﨑海の引退届を受理したと発表した。上述の通り慢性的な首の痛みが引退の理由であり、手にもしびれが及んでいたという。首の痛みについて相談したときも弱音を吐く様子は無く、中途半端な状態で相撲を取るべきではないと判断した意思を「勇気がいること。男らしいと思う」と師匠の木瀬は語っている。角界にも衝撃が走った25歳の若さでの電撃的な引退であった。
今後は両親と相談し、治療先の病院を探すという。9月場所6日目のNHK大相撲中継中に、故郷のうるま市の実家からテレビで兄の美ノ海の応援をしていることが伝えられた。新型コロナウイルス感染拡大の影響で当初より未定であった断髪式は事実上中止となった。
2021年2月9日、YouTube「しんのすけチャンネル」を開始した。現在、動画編集や映像制作に興味を持っているという。

## エピソード
- 2019年12月14日の冬巡業うるま場所は出身地であるうるま市で行われたため、凱旋巡業と言える。兄の美ノ海の2020年1月場所での再十両が濃厚である中「（兄と）一緒に盛り上げていければ」と話した[15]。
- 2020年1月場所6日目の勢戦では頭から土俵下に落下し、1分ほど起き上がれなかった（決まり手は押し倒し）。駆け付けた若者頭・栃乃藤の肩を借りる形で、自力で歩いて裏手に下がっていった。取組の際に生じたアクシデントで動けなくなった場合、裏手に用意されている車椅子が搬送に用いられることが一般的だが、この時は車椅子が使用されなかったので「首を痛めたかもしれない力士になぜ車椅子を使わないのか」「同じ日のその後の取組で足首を負傷した剣翔には車椅子を使ったのに、なぜ木崎海には使わなかったのか」という批判が視聴者から寄せられた[16]。なお、この場所は、このアクシデントの後も休場はせずに千秋楽まで取り切っているが、この首の怪我が引退の要因になった。

## 主な成績

### 通算成績
- 通算成績：82勝64敗（14場所）
- 十両成績：41勝49敗（6場所）

### 場所別成績
| | 一月場所 初場所（東京） | 三月場所 春場所（大阪） | 五月場所 夏場所（東京） | 七月場所 名古屋場所（愛知） | 九月場所 秋場所（東京） | 十一月場所 九州場所（福岡） |
| --- | ----------------------- | ----------------------- | ----------------------- | --------------------------- | ----------------------- | --------------------------- |
| 2018年 （平成30年） | x                       | 三段目付出100枚目 6–1   | 東三段目40枚目 6–1      | 西幕下54枚目 6–1            | 東幕下24枚目 3–4        | 東幕下34枚目 5–2            |
| 2019年 （平成31年 /令和元年） | 西幕下20枚目 5–2        | 東幕下7枚目 5–2         | 西幕下3枚目 5–2         | 西十両13枚目 7–8            | 西十両13枚目 8–7        | 西十両10枚目 10–5           |
| 2020年 （令和2年） | 西十両3枚目 3–12        | 東十両9枚目 6–9         | 感染症拡大 により中止   | 西十両11枚目 7–8            | 東十両12枚目 引退 –     | x                           |
| 各欄の数字は、「勝ち-負け-休場」を示す。 優勝 引退 休場 十両 幕下 三賞：敢=敢闘賞、殊=殊勲賞、技=技能賞 その他：★=金星 番付階級：幕内 - 十両 - 幕下 - 三段目 - 序二段 - 序ノ口 幕内序列：横綱 - 大関 - 関脇 - 小結 - 前頭（「#数字」は各位内の序列） |                         |                         |                         |                             |                         |                             |

## 改名歴
- 木﨑海 伸之助（きざきうみ しんのすけ）2018年3月場所 - 2020年9月場所